# Санкевич, Михаил Иванович
Санкевич Михаил Иванович (12 декабря 1917, Керчь, Керчь-Еникальское градоначальство — 13 января 2001, Кривой Рог, Днепропетровская область) — Почётный гражданин Кривого Рога (1994).

## Биография
Родился 12 декабря 1917 года в Керчи.
С детства жил в Кривом Роге. Окончил семь классов школы. Трудовую деятельность начал геологом на руднике «Красная гвардия» в Кривом Роге.
В Красной армии с 1938 года, призван Жовтневым районным военным комиссариатом. В 1938—1941 годах проходил срочную военную службу на крейсере «Червона Украина».
Участник Великой Отечественной войны с июня 1941 года, старший лейтенант. С 1942 года — боец 7-й бригады морской пехоты, участник обороны Севастополя. В составе 15-й гвардейской стрелковой дивизии оборонял Сталинград. В ноябре 1942 года был тяжело ранен и попал в плен. Содержался в концлагере № 338 в Кривом Роге, совершил побег и влился в состав подпольной группы на руднике «Красная гвардия».
В феврале 1944 года получил задание сформировать группу комсомольцев-подпольщиков для сопровождения специального отряда 37-й армии под руководством Аркадия Шурупова в район плотины КРЭС, участвовал в её спасении. Освобождал Кривой Рог.
После окончания войны работал на Севере в тресте «Амурзолото», в Закарпатской области, Кривом Роге. Перед выходом на пенсию, в 1960—1967 годах, работал в тресте «Днепроспецстрой», строил криворожские горно-обогатительные комбинаты.
Окончил Уральский горный институт. Учился в Днепропетровском музыкальном училище.
Умер 13 января 2001 года в Кривом Роге.

## Награды
- Орден Красной Звезды (01.07.1944)[1];
- Орден Отечественной войны 2-й степени (06.04.1985)[2];
- Почётный гражданин Кривого Рога (08.02.1994);
- Знак «За заслуги перед городом» (Кривой Рог) 3-й степени (10.05.2000)[3].